# José Montes-Baquer
José Montes-Baquer, né le 6 octobre 1935 à Barcelone, et mort le 18 avril 2010 à Palma de Majorque, est un réalisateur, producteur et metteur en scène espagnol.

## Biographie
José Montes-Baquer étudie le violoncelle de 1956 à 1964. En 1959, il se rend en Allemagne grâce à une bourse de la Société Juan Mars et commence des études de musicologie à Munich, auprès d'Alphons Silbermann. En 1962, il est pris pour l'accompagnement d'une série de Walter Todd pour la BBC et devient en 1963 rédacteur en chef du Bayerischer Ret funk à Munich. Les années suivantes, il travaille à Vienne pour le compositeur baroque espagnol Vicente Martín i Soler, puis comme producteur pour CBS. En 1966, il produit la série à succès Masterwork. En 1967, Manfred Gräter le nomme chef du département de musique de la télévision et de la radio ouest-allemande, en poste à Cologne. Il réalise des séries (musiques et films) en coproduction avec la télévision suédoise.
Après la mort de Gräter en 1989, Montes-Baquer dirige le département de musique de télévision, jusqu'à sa retraite en octobre 1998. À sa retraite, il retourne en Espagne continentale puis à Palma de Majorque. 
Le cinéaste espagnol Joan Bofill-Amargós réalise un film hommage à José Montes-Baquer en 2016, intitulé Raymond Roussel, Le Jour de Gloire.

## Œuvre
Une des œuvres les plus célèbres de Montes-Baquer est la coréalisation avec Salvador Dalí de Impression de la Haute Mongolie. 
Il est un partenaire de Maurice Béjart, Salvador Dalí, Ionesco, Roland Petit et Karlheinz Stockhausen pour leurs réalisions audiovisuelles, à qui il donnait de plus un accès à la télévision.
Il compose des musiques pour la télévision en collaboration avec Jan Bark, John Cage, Mauricio Kagel, Jan W. Morthenson, Luc Ferrari, Bernard Parmegiani, et réalisa des représentations indépendantes lorsque des retransmissions par la télévision n'étaient pas possibles.

## Filmographie

### Réalisateur
- 1967 : Œuvre du jeune Mozart
- 1973 : Il n'y a pas d'hologramme en Chine
- 1974 : Je suis une Ballerine
- 1975 : Narcisse Yepes
- 1975 : Impressions de la Haute Mongolie, avec Salvador Dali
- 1976 : Prometheus (Vidéographie)
- 1977 - 1980 : retransmissions de concerts à la télévision avec Arturo Benedetti-Michelangeli, Hans Werner Henze, Gidon Kremer
- 1978 : Ludus Danielis
- 1980 : Bachianas Brasileiras – mon nom est Villa-Lobos
- 1980 : Le Météorite
- 1981 : Montezuma
- 1982 : Concierto Barroco, d'après Alejo Carpentier[1]
- 1982 : Piazzolla  – Tangos avec Astor Piazzolla
- 1983 : Pulcinella  (Ballet de Heinz Spoerli)
- 1983 : Apollon et Hyacinthe  de Mozart
- 1984 : Die vier Jahreszeiten (Ballet de Roland Petit)
- 1985 : Le Clavier bien tempéré Bach avec Peter Ustinov
- 1986 : 1986 : Werther , opéra en création de Hans-Jürgen von Bose, mise en scène de Marco Arturo Marelli
- 1986 : La Fille mal gardée  (Ballet v. H. Spoerli)
- 1986 : L'immortel Beethoven  avec Peter Ustinov
- 1987 : Les Chaises (Ballet de Maurice Béjart, d'après la pièce de Ionesco, avec Marcia Haydee et John Neumeier) et. Documentation
- 1988 : Voyage à Cythère, (Ballet de Bernd Schindowski) + Flamenco avec Nina Corti (Portrait)
- 1989 : 1789…et  nous, (Ballet de Maurice Béjart)
- 1990 : Hans Helfritz – un musicologue allemand sur les terres de la Reine de Saba
- 1991 : Examen
- 1991 : Mardi de lumière  de Karlheinz Stockhausen
- 1992 : La Belle au Bois dormant ,  Le Diable Amoureux  (Ballet de Roland Petit)
- 1993 : La curiosité conduit le monde - Paul Bowles et Hans Helfritz à Tanger  (Portrait)
- 1994 : Poppea de Monteverdi
- 1994 : Portrait d'Alfredo Kraus
- 1995 : Street Scene (Musical de Elmer Rice - Kurt Weill)
- 1997 : Le Cloître de Silos – Un ancien abri pour l'avenir de l'Europe"
- 1998 : Grande messe en si mineur de Johann Sebastian Bach

### Producteur
- 1969 : Fünfteilige Serie  Musik et  Bild  für den WDR/Sveriges Radio
- 1969 : Supersonics
- 1970 : Fällt wie ein reifer Apfel
- 1971 : Lux Sonora
- 1972 : Das Auge hört  (WDR/ORTF)
- 1973 : Die Insel der Klänge  (WDR/SRT)
- 1973 : Je t’aime, tu danses (WDR/RTBF/ORTF)

## Prix
- Prix spécial Grimme pour Voyage en grande Mongolie (1976)
- Golden Mask de la BAFTA - Film et télévision Londres (1978)
- Ludus Danielis au Festival de télévision de Prague pour Ludus Daniels (1979) et Pulcinella (1984)
- Premio Ondas pour Das Leben des jungen Mozart (1967), Der Meteorit et  Bachianas Brasileiras (1980)
- Premier prix du grand festival d'Amsterdam pour Street Scene (1995)